# 21 mai (calendar ortodox)

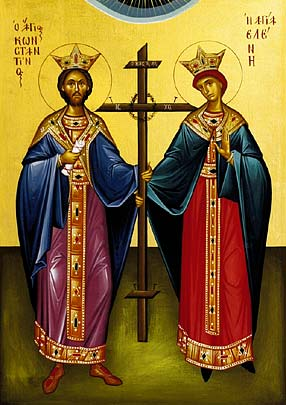
Sfinții Constantin și Elena

21 mai în calendarul ortodox:

## Sfinți
- pomenirea sfinților, măriților, de Dumnezeu încoronaților și Întocmai cu Apostolii, marilor împărați Constantin și mama sa Elena.

## Evenimente
- 1893: Întronizarea Episcopului de Argeș, Ghenadie Petrescu, ca Mitropolit primat al României, după ce fusese ales pentru această înaltă slujire la 18 mai 1893[2]
- 1901: Mitropolitul-primat al României, Iosif Gheorghian, este ales membru de onoare al Academiei Române
- 2006: Are loc proclamarea oficială a canonizării Sfântului Ierarh Grigorie Dascălul (prăznuit la 22 iunie), la Catedrala Patriarhală din București, proslăvit împreună cu Sfântul Cuvios Gheorghe de la Cernica (cu prăznuirea la 3 decembrie) în ședința Sfântul Sinod al Bisericii Ortodoxe Române din 20-21 octombrie 2005.

Din 2001 - Ziua Constanței
2006 : Ziua Internațională a Lumânărilor Aprinse 